# Матанович, Александр
Алекса́ндр Мата́нович (серб. Александар Матановић, Aleksandar Matanović; 23 мая 1930, Белград — 9 августа 2023, Белград) — сербский, ранее югославский, шахматист, гроссмейстер (1955). Журналист, главный редактор «Шаховски информатор» (с 1966), автор нескольких книг по шахматам.

## Шахматная карьера
Первых успехов добился в юношеских соревнованиях: чемпион Белграда (1946), Сербии (1947), Югославии (1949). Лучшие результаты в чемпионатах страны: 1962 — 1-2-е место; 1969 — 1-е; 1978 — 1-2-е место. Участник 6 зональных и 4 межзональных турниров: Сальтшебаден (1952) — 14-е место; Порторож (1958) — 7-11-е место; Сус (1967) — 10-е и Биль (1976) — 17-е место.
Около 30 лет выступал за команду Югославии на различных соревнованиях (1950—1980). Участник 9 олимпиад, в том числе: 1956 — 11½ очков из 16 на 2-й доске (+7 -0 =9); 1970 — 1-е место на 4-й доске (+8 -0 =4).
Призёр и победитель свыше 20 крупных международных турниров: Вена (1952) — 2-4-е место; Опатия (1953) — 1-е; Белград (1954) — 2-е; Гамбург (1955) — 1-е; Загреб (1955) — 2—3-е; Бевервейк (1957 и 1958) — 1-е и 3-5-е; Мар-дель-Плата (1962) — 2-5-е; Санта-Фе (1961) — 2-4-е; Буэнос-Айрес (1961) — 1-2-е; Зевенар (1961) — 1-е; Утрехт (1961) — 3-4-е; Бордо (1964) — 1-3-е; Натанья (1965) — 2-4-е; Иерусалим (1966) — 2-е; Богнор-Риджис (1966) — 2-е; Тель-Авив (1966) — 2-3-е; Титово-Ужице (1966) — 1-2-е; Марибор (1967) — 3-5-е; Бад-Пирмонт (1970) — 1-3-е; Люксембург (1971) — 1-е; Хьюстон (1974) — 2-е; Белград (1977) — 1-3-е; Лондон (1983) — 1-4-е места.
Шахматист активного позиционного стиля. Его игру отличали изобретательность, упорство в защите, четкая реализация минимального позиционного преимущества.

## Смерть
Умер 9 августа 2023 года в возрасте 93 лет.

## Изменения рейтинга
| Графики недоступны из-за технических проблем. См. информацию на Фабрикаторе и на mediawiki.org. |

## Книги
- «СССР-сборная мира» под редакцией Т. Петросяна и А. Матановича, Югославия, 1970;
- А.Матанович. Энциклопедия шахматных окончаний. Пешечные окончания М.: Белград, Шахматный информатор, 1982, 384с.;
- Matanovic Aleksandar. Encyclopedia of Chess Openings (five volumes), Chess Informant.